# 브로셀리앙드

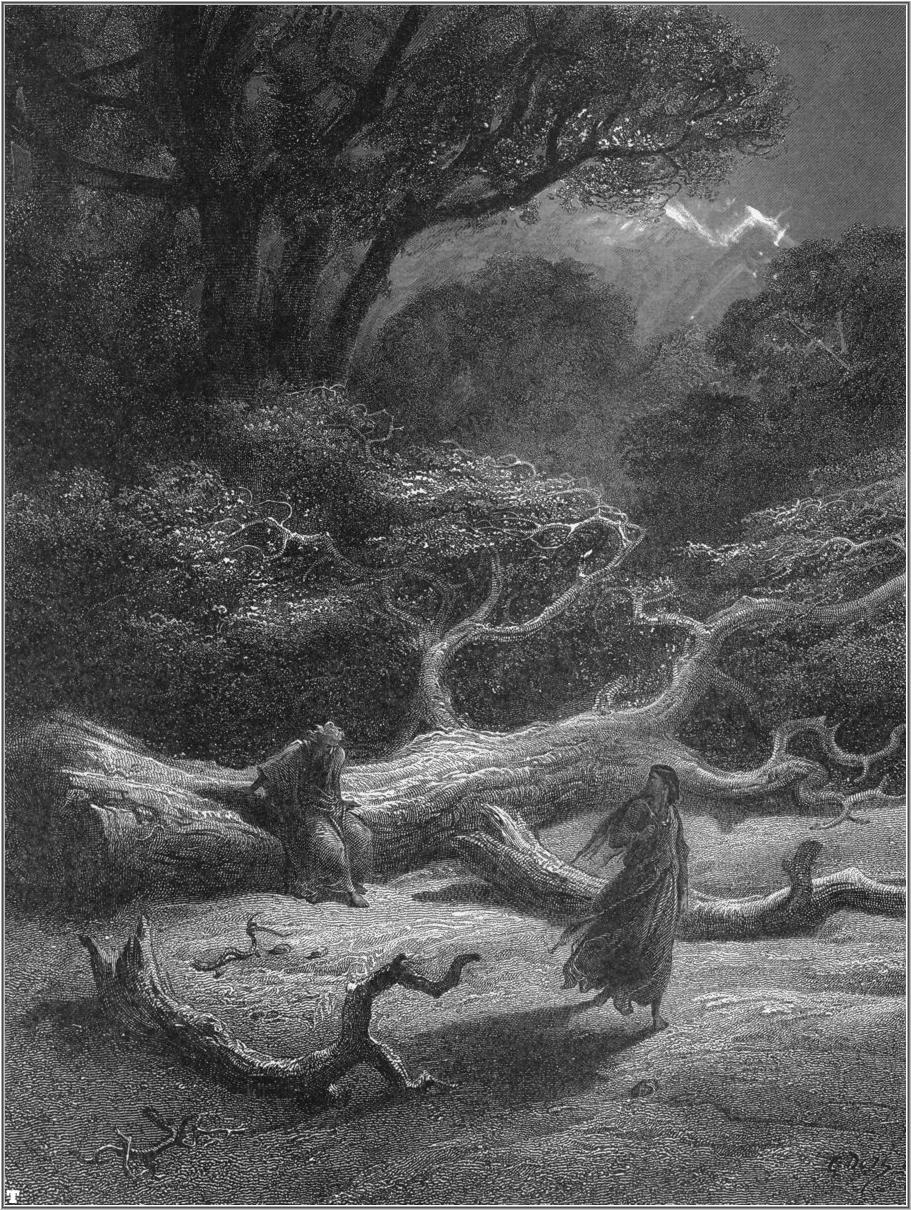
브로셀리앙드에 있는 멀린과 비비안. <왕의 목가>(1868) 에 등장한 구스타브 도레의 삽화

브로셀리앙드 Brocéliande (브로셀린다Breselianda, 버실리앙Bersillant, 버설리안Berthelien, 버설리앙드Berceliande, 브레셸리앙Brecheliant, 브로셀리안드Broceliande 라고 알려져 있기도 하다.)는 전설에 등장하는 마법의 숲이며, 중세 유럽에서는 마법과 신비의 장소로 여겨졌다. 브로셀리앙드는 중세시대의 소설에 주로 나오는데, 대부분이 아서왕 전설과 관련이 있으나 등장인물인 멀린, 모건 르 페이, 호수의 요정들, 그리고 몇몇 원탁의 기사들도 연관성이 있다. 문학에 브로셀리앙드가 처음으로 등장한 것은 1160년 중세 시인 와스가 지은 <로망 드 로 Roman de Rou>이다. 오늘 날, 브로셀리앙드는 프랑스 브리타니에 있는 팸퐁 숲으로 알려져 있다.
브로셀리앙드는 확실하지 않은 장소, 이상한 날씨, 아서 왕의 신화에 얽힌 이야기로 전설적인 장소가 되었다. 특히나 전설의 인물인 멀린의 무덤으로 인해 더욱 유명해졌는데, 기록에 따르면 발 상 르투르(돌아나올 수 없는 계곡), 바렌톤의 마법의 분수, 그리고 멀린이 갇혔다는 멀린의 무덤을 보호하고 있다고 한다.

## 어원
브로셀리앙드의 어원은 확실하지 않다. 가장 오래된 언어 형태를 보이는 Brecheliant는 켈트어의 Brec'h (hill)에서 유래한 남자의 이름이다. Brocéliande에서 bro는 Breton의 국가를 의미할 수도 있지만, 아서 왕 전설 등을 정리한 프랑스의 시인 크레티앵 드 트루아가 bro의 변형을 사용했는지 알아봐야 한다. 가장 유명한 설은 숲을 의미하는 "broce"와 식물 히스를 의미하는 "liande"라는 것이다.

## 중세의 역사 기록
브로셀리앙드라는 단어가 처음 등장한 곳은 노르망디 공작의 역사를 다루는 와스의 연대기인 <Roman de Rou>이다. 와스는 켈틱 민족 중 하나이며 브로셀리앙드 출신인 신비로운 브레톤 인들의 수를 세기도 했다. 와스는 바렌톤 분수에 이름을 붙이거나, 어떻게 사냥꾼들이 비를 내리게 하기 위해 돌에 물을 뿌려 적시는지 설명했다. 또한 요정이나 마법에 대해서도 언급했다.  와스는 이런 경이를 찾아서 브리타니로 여행을 갔지만, 어떤 것도 발견하지 못해서 실망한 바가 있다. 와스는 이렇게 이야기했다: "나는 숲과 땅을 보고 귀중한 것을 찾아 헤맸지만 결국 찾지 못했다. 나는 바보처럼 돌아와서 바보처럼 갔다. 나는 바보처럼 가서 바보로 돌아오기만 했다. 내가 찾은 것은 어리석음 뿐이고 나 자신이 바보였다는 것을 깨달았다."
브로셀리앙드는 장소가 속한 영지를 가지고 있는 제프리 2세, 브리타니 공작을 위한 헌정시 <베르트랑 드 보른> (1183)에서 간략하게 나온다. 브로셀리앙드의 특이한 날씨 때문에 몇 가지 기록에 등장하기도 했다. (1185년도 탐험기록 &lt;Giraldus Cambrensis>, 1195년도 해상 연구에 관한 저서 Topographia Hibernica, Alexandre Neckham 저술,  1215년 William the Breton의 시 <Philippide>가 그 예시다.)

## 아서왕 전설에 등장하는 장소

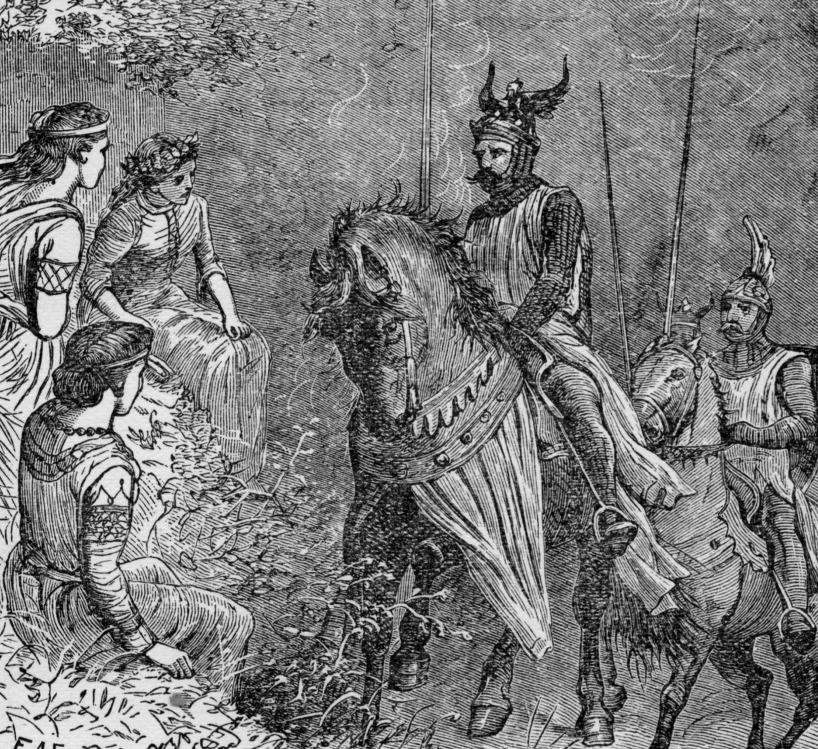
분수에 있는 담셀스. FA 프레이저 그림, <아서 왕과 그의 원탁의 기사들> (1912)

크레티앵 드 드루아는 1170년에 아서풍의 로맨스 소설인 <Le Chevalier au lion>에서 브로셀리앙드 숲을 언급한다. 등장인물인 Yvain이 브로셀리앙드 숲에 있는 동안 폭풍을 불러오는 원인인 돌에 물을 부어서 마법적인 주술을 행하는데, 이 때문에 숲을 지키는 기사들이 소환되기도 했다.